# Egito romano
Egito romano é o nome utilizado para fazer referência ao período no qual a região do Egito esteve sob o controle do Império Romano e de seu sucessor, o Império Bizantino. Neste período, a província do Egito (em latim: Aegyptus; em grego: Αἴγυπτος; romaniz.: Aigyptos) passou por diversas transformações. Ela foi criada em 30 a.C. depois que Otaviano (o futuro imperador Augusto) derrotou Marco Antônio e depôs sua esposa, a poderosa rainha Cleópatra, do trono do Egito e anexou suas terras, encerrando definitivamente o reino ptolemaico do Egito. A província abrangia a maior parte do território do moderno estado do Egito, com exceção da península do Sinai, que seria conquistada por Trajano.
O Egito fazia fronteira com as províncias de Creta e Cirene para o oeste e com a Judeia para o leste quando foi criada. Mesmo antes de tornar-se uma província, o Egito era um dos grandes fornecedores de alimento para o Império Romano.

## Divisão administrativa

### Primeira província
O Egito era governado por um prefeito do Egito e não por um tradicional vigário de status senatorial como as outras províncias. Ele tinha status equestre e era nomeado pelo imperador. O primeiro prefeito do Egito, Caio Cornélio Galo, subjugou a região à força e criou um protetorado na fronteira sul, que havia sido abandonada pelos últimos ptolemeus.
O segundo prefeito, Élio Galo, tentou sem sucesso conquistar a Arábia Pétrea e até mesmo a Arábia Feliz. Ele também não controlava a costa do Mar Vermelho, que só foi conquistada no reinado de Cláudio. O terceiro, Caio Petrônio, desobstruiu os abandonados canais de irrigação, o que estimulou um renascimento da agricultura na região.
A partir do reinado de Nero, o Egito passou por uma era de prosperidade que duraria um século. Muitos problemas ainda ocorriam por causa dos conflitos religiosos entre gregos e judeus, particularmente em Alexandria, que, depois da destruição de Jerusalém em 70, tornou-se o centro da religião e cultura judaicas. Sob Trajano, irrompeu uma revolta judaica que resultou na supressão dos judeus de Alexandria e a perda de todos os privilégios que eles detinham (uma decisão que duraria pouco tempo). Adriano visitou duas vezes o Egito e fundou a cidade de Antinoópolis em homenagem ao seu amante, Antínoo, que morreu afogado no local. A partir de seu reinado, edifícios greco-romanos foram erigidos por toda a região.
No reinado de Antonino Pio, os altos impostos provocaram uma revolta dos egípcios nativos em 139, que só pôde ser sufocada depois de muitos anos de luta. Chamada de Guerra Bucólica, os rebeldes eram liderados por Isidoro e provocaram um enorme dano à economia egípcia, o que pôs em marcha os eventos que levariam ao declínio da província. Avídio Cássio, que liderou as forças romanas, declarou-se imperador em 175 e foi reconhecido pelos exércitos da Síria e do Egito.
Conforme Marco Aurélio se aproximava, Cássio foi deposto e morto; e apenas a clemência do imperador garantiu depois a restauração da paz. Uma revolta similar irrompeu em 193, quando Pescênio Níger foi proclamado imperador depois que Pertinax morreu.
Caracala (r. 211–217) concedeu a cidadania romana para todos os egípcios, costume que já era praticado em outras províncias. Porém, o movimento teve o intuito apenas de aumentar a arrecadação para custear a necessidade urgente dos imperadores por mais fontes de renda, que era também cada vez maior.
Houve uma série de revoltas - civis e militares - durante o século III. Sob Décio (250), os cristãos novamente foram perseguidos, mas o cristianismo continuava se alastrando rapidamente. O prefeito do Egito em 260, Mússio Emiliano, primeiro apoiou o golpe de Macriano Maior e seus filhos (Macriano Menor e Quieto) contra Galiano mas, em 261, tentou ele próprio tomar o trono para si, mas terminou derrotado pelo imperador.
Zenóbia, a rainha de Palmira, tomou o Egito dos romanos ao conquistar a região em 269 e declarar-se "rainha do Egito". Ela alegou que o Egito era sua terra ancestral por causa de seu parentesco com Cleópatra. Bem educada e conhecedora da cultura, religião e da língua egípcias, Zenóbia não teve dificuldades em se consolidar e ela só perdeu o controle quando o imperador Aureliano rompeu as relações amigáveis que vinha mantendo com ela até então e retomou o Egito em 274: depois de um fracassado cerco de quatro meses, ele conseguiu vencer esperando que os suprimentos de Zenóbia se acabassem.
Dois generais baseados no Egito, Probo e Domício Domiciano, lideraram revoltas vitoriosas e chegaram ao trono. Diocleciano capturou Alexandria de Domício em 298 e reorganizou a província completamente. Seu édito de 303 contra os cristãos deu início à mais infame das perseguições aos cristãos e também marcou a última tentativa séria de extirpar o cristianismo do Egito.

## Governadores

### Diocese do Egito
A Diocese do Egito abrangia as províncias do Egito e Cirenaica, estava subordinada à prefeitura pretoriana do Oriente e sua capital era Alexandria. Originalmente parte da Diocese do Oriente, o Egito foi separado em 381 e assim permaneceu até a década de 530, quando a diocese foi abolida por Justiniano.
A região do Egito propriamente dito foi dividida em três províncias:
- Egito Jupiteriano (Aegyptus Iovia), rebatizada posteriormente somente Egito, abrangia a região a oeste do delta do Nilo. Alexandria era a capital.
- Egito Hercúleo (Aegyptus Herculia), rebatizada posteriormente Augustâmica (Augustamnica), abrangia a região a leste do delta e Pelúsio era a capital.
- Tebais (ou Tebaida), cuja fronteira sul era a primeira catarata do Nilo. Sua capital era Ptolemaida Hérmia.

Em 535, Justiniano aboliu as dioceses e criou diversos ducados regionais. Nesta época, a província do Egito foi novamente dividida em Egito I e Egito II, com ambas sob o comando do duque e augustal do Egito (dux et augustalis Aegypti).

#### Sés episcopais
As sés episcopais da província e que aparecem no Annuario Pontificio como sés titulares são:
- Egito I
  - Agno'
  - Andrópolis (Kherbeta)
  - Buto (Perto de Desuq? Com-Casir?)
  - Cleópatris (Sersina)
  - Copritis (Cabrit, Cobrit)
  - Hermópolis Parva
  - Letópolis
  - Fatano (El-Batanu, El-Batnu)
  - Mariotes (Lago Mareotis)
  - Menelaite (Idku)
  - Metelis (Kom el-Ghoraf)
  - Náucratis
  - Nício (Ibshadi)
- Egito II
  - Busíris
  - Cabasa (Chahbas-Esch-Choada)
  - Cinópolis no Egito (Banâm Benâ)
  - Dióspolis Inferior (Tell el-Balamun)
  - Fragonis (Tell-El-Faraïn, Côm-Faraïn)

## História

### Egito cristão (33 d.C.– Séc. IV)

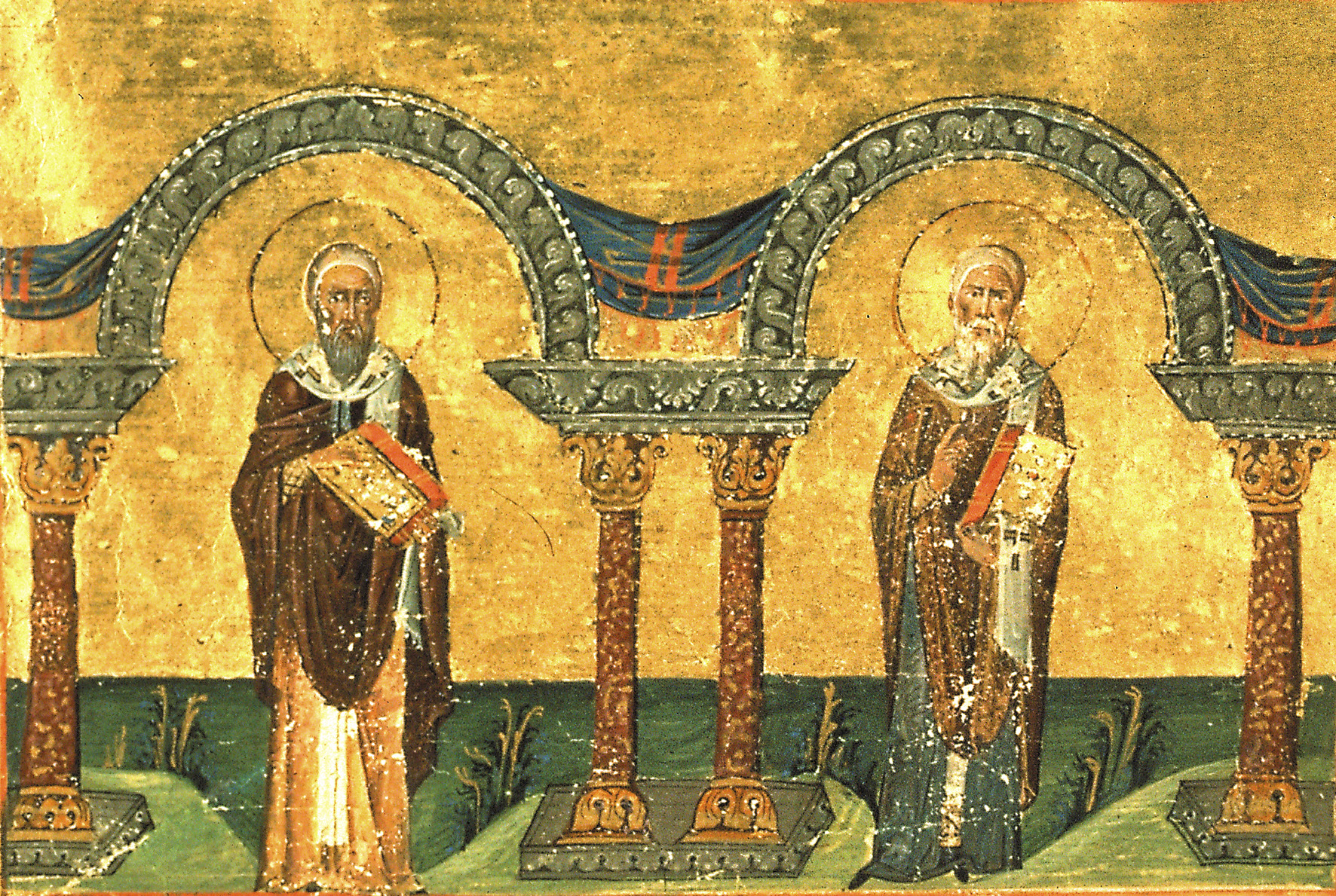
Atanásio e Cirilo, dois dos maiores expoentes do cristianismo em Alexandria.
Iluminura do Menológio de Basílio II

Os cristãos egípcios acreditavam que o Patriarcado de Alexandria havia sido fundado pelo evangelista Marcos por volta de 33, mas pouco se sabe sobre como o cristianismo de fato penetrou no Egito. O historiador Helmut Koester defende, com base em algumas evidências, que originalmente os cristãos no Egito foram predominantemente influenciados pelo gnosticismo, o que só teria mudado a partir dos esforços de Demétrio de Alexandria, quando, gradualmente, as crenças majoritárias na região passaram a se alinhar com as do restante da cristandade. Apesar de o embaraço provocado por essas origens possa explicar a falta de detalhes sobre o período, há muitas lacunas nesta teoria para se supor que a nossa ignorância nesta situação seja apenas um caso especial.
A antiga religião egípcia surpreendentemente não resistiu muito ao avanço do cristianismo. Possivelmente, a colaboração ativa dos líderes religiosos com os conquistadores gregos e romanos já havia erodido sua autoridade na época. Outra explicação é que a religião nativa tenha começado a perder seu apelo entre as classes mais baixas conforme os impostos e serviços litúrgicos instituídos pelos romanos reduziram ainda mais a qualidade de vida.
No ano 200, Alexandria já despontava claramente como um dos grandes centros cristãos. Os apologistas Clemente de Alexandria e Orígenes viveram parte ou toda a vida ali.
Com a publicação do Édito de Milão em 313, Constantino encerrou definitivamente as perseguições aos cristãos. No decurso do século V, o paganismo foi suprimido e perdeu seus fieis, como o poeta Paládio notou amargamente. Ele ainda existiu clandestinamente por muitos anos: apesar do édito final proibindo as práticas pagãs ter sido publicado em 435, grafito em Filas, no Alto Egito, provam que a devoção a Ísis persistiu nos templos da deusa até o século VI. Muitos judeus egípcios também se converteram, mas muitos mais se recusaram a fazê-lo e passaram a formar a única minoria importante numa região inteiramente cristianizada.
Tão logo se libertou e se consolidou, a igreja egípcia teve que enfrentar um cisma e um prolongado conflito que, em algumas ocasiões, chegou às vias de uma guerra civil. Alexandria tornou-se o centro da primeira grande divisão no mundo cristão, entre arianos, chamados assim por causa do sacerdote alexandrino Ário, e seus adversários, representados por Atanásio, que tornou-se bispo de Alexandria em 326 depois que o Concílio de Niceia rejeitou as ideias de Ário como heréticas. A controvérsia ariana provocou tumultos e revoltas por todo o século IV em diversas regiões do império. Numa delas, o Templo de Serápis, o último bastião do paganismo em Alexandria, foi destruído. Atanásio foi deposto e reinstalado como patriarca em Alexandria entre cinco e sete vezes conforme imperadores simpáticos ou ao arianismo ou à fé nicena se alternavam no poder.
O Egito já era famoso por sua tradição no campo da especulação religiosa, o que era um terreno fértil para diversos pontos de vista controversos. Não apenas o arianismo encontrou muitos seguidores ali, mas outras doutrinas consideradas heréticas, como o gnosticismo e o maniqueísmo, também. Outra criação do Egito romano foi o monasticismo representado pelos Padres do Deserto, que pregava a renúncia ao mundo material em prol de uma vida isolada de pobreza absoluta. Os cristãos egípcios adotaram-no com tal entusiasmo que o imperador Valente teve que restringir o número de homens que podiam tornar-se monges. Porém, mesmo assim, o costume acabou se disseminado por todo o império.
Outro desenvolvimento do período foi a língua copta, uma forma da língua egípcia antiga escrita com o alfabeto grego suplementado com diversos sinais para representar os sons presentes no egípcio e ausentes no grego. Ela foi criada para assegurar a correta pronúncia de palavras e nomes mágicos em textos não cristãos, os chamados "Papiros Mágicos", e foi rapidamente adotada pelos primeiros cristãos, que a utilizaram para pregar entre os egípcios. O copta acabou se tornando a língua litúrgica do cristianismo egípcio e é utilizado até hoje.

### Período tardio (Séculos IV-VI)

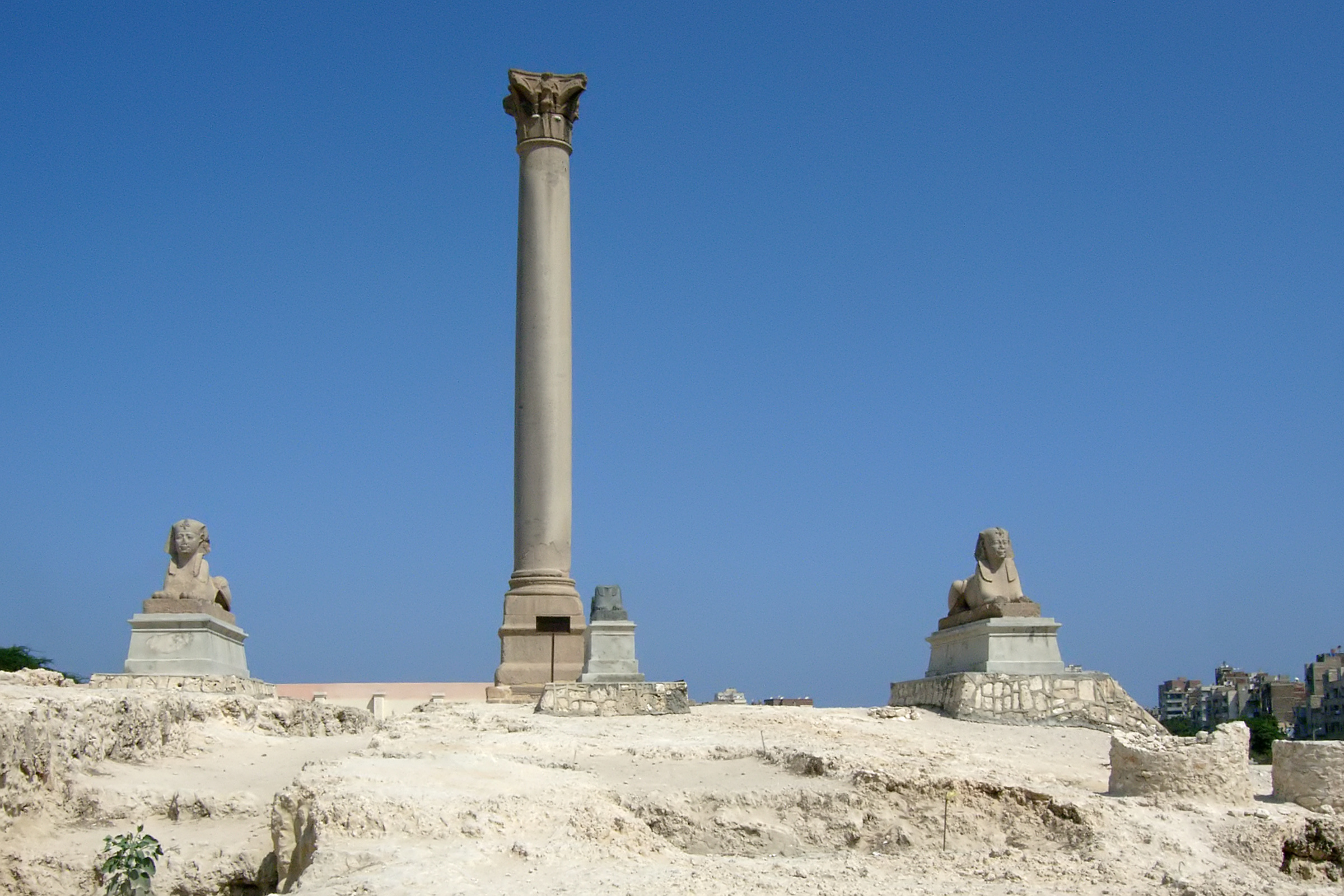
Coluna de Pompeu, erguido no lugar onde antes estava o Serapeu de Alexandria, o mais importante templo pagão ainda existente no século IV, destruído por Teófilo de Alexandria

O reinado de Constantino foi marcado pela fundação de Constantinopla como a nova capital do Império Romano e, durante o século IV, o império foi dividido em dois, com o Egito fazendo parte do Império Romano do Oriente. O uso do latim, porém, que jamais se consolidou no Egito, declinou rapidamente e o grego continuou a ser a língua dominante no governo e entre os estudiosos. Durante os séculos V e VI, o Império Romano do Oriente, chamado hoje em dia Império Bizantino, gradualmente se transformou num estado completamente cristão cuja cultura diferia significativamente de seu passado pagão.
A queda do Império Romano do Ocidente no século V isolou os romanos egípcios ainda mais da cultura de Roma e acelerou a ascensão do cristianismo. O triunfo da nova religião levou ao abandono completo das tradições faraônicas: com o desaparecimento dos sacerdotes e sacerdotisas egípcias que serviam nos templos, ninguém mais conseguia ler os hieróglifos do Antigo Egito e seus templos acabaram ou abandonados no deserto ou convertidos em igrejas.
O Império do Oriente tornou-se cada vez mais "oriental" conforme empalideciam suas ligações com o antigo mundo greco-romano. O sistema grego de governo local pelos cidadãos desapareceu completamente. Cargos, agora com nomes bizantinos, passaram a ser quase hereditários entre as ricas famílias latifundiárias.
Alexandria, a segunda maior cidade do império, continuou a ser um centro de controvérsias religiosas e foi o palco de muita violência. Em 415, Cirilo, o patriarca de Alexandria, convenceu o governador da cidade a expulsar os judeus com a ajuda da multidão e, em março do mesmo ano, o assassinato de Hipátia marcou o fim da cultura helênica clássica no Egito. Depois, um outro cisma ali produziria uma nova guerra civil que acabaria por alienar ainda mais o Egito do resto do império.
A nova controvérsia era sobre a natureza de Jesus, um assunto conhecido como cristologia. A questão era se ele tinha duas naturezas - uma humana e uma divina -, uma única (o monofisismo) ou ainda alguma forma de combinação entre as duas (o miafisismo). Esta distinção, que pode parecer arcana hoje em dia, era, numa época intensamente religiosa, suficiente para dividir um império. Chamada de "controvérsia monofisista", ela começou logo depois do Concílio de Constantinopla em 381 (que tratou do arianismo) e continuou até o Concílio de Calcedônia em 451, que decidiu em favor das "duas naturezas distintas" (o diafisismo).
A crença monofisista não era defendida pelos miafisistas, que afirmavam que Jesus se originava de duas naturezas combinadas em uma única chamada "Logos Encarnado de Deus" e muitos miafisistas defendem terem sido mal interpretados e que não existe de fato diferenças entre suas crenças e a posição calcedoniana. Por isso, eles alegam que o concílio teria sido politicamente motivado. Seja como for, a Igreja de Alexandria se separou das igrejas de Roma e de Constantinopla por causa disso, dando origem à Igreja Ortodoxa Copta de Alexandria, que permanece ainda hoje uma poderosa força religiosa cristã no Egito ainda hoje, de crença miafisista. O Egito e a Síria continuaram como focos do sentimento monofisista/miafisista e a resistência organizada ao Credo Calcedoniano só foi suprimida depois da década de 570.
O Egito ainda assim continuou a ser um importante centro econômico para o império, provendo boa parte de suas necessidades agrícolas e de bens manufaturados, além de continuar a ser um importante centro literário e acadêmico. Durante o reinado de Justiniano I (r. 527–565), os bizantinos conseguiram recapturar Roma e a Itália dos povos bárbaros, mas o esforço acabou por deixar exposto o flanco oriental do império e agora o Egito, principal celeiro romano, estava exposto.

### Invasão persa (619)
A conquista persa do Egito, que começou em 618 ou 619, foi um dos últimos triunfos do Império Sassânida em suas guerras contra os bizantinos. Cosroes II iniciou sua campanha contra os bizantinos como uma retaliação pelo assassinato do imperador Maurício (r. 582–602) e conseguiu diversos sucessos, culminando na conquista de Jerusalém (614) e Alexandria (619).
Uma contra-ofensiva bizantina lançada pelo imperador Heráclio na primavera de 622 mudou o destino da guerra, que terminou com a queda de Cosroes em 25 de fevereiro de 628. O filho e sucessor de Cosroes, Cavades II, que reinou até setembro do mesmo ano, firmou um tratado de paz e todos os territórios conquistados pelos sassânidas foram devolvidos aos bizantinos.
A conquista persa permitiu que o miafisismo/monofisismo saísse da clandestinidade no Egito e, quando o comando imperial foi re-estabelecido em 629, eles foram perseguidos e seu patriarca, expulso. O Egito encontrava-se num estado de alienação política e religiosa do resto do império quando um novo invasor apareceu.

### Conquista árabe (639 – 646)
Um exército de 4 000 árabes, liderados por Anre ibne Alas, foi enviado pelo califa Omar, o sucessor de Maomé, para conquistar o Egito e espalhar o islã. Eles entraram no Egito a partir da Palestina em dezembro de 639 e avançaram rapidamente pelo delta do Nilo. As guarnições imperiais recuaram para as cidades muradas, onde resistiram por mais de um ano.
Porém, o califa enviou reforços e, em abril de 641, os exércitos árabes capturaram Alexandria. Os bizantinos juntaram uma grande frota com o objetivo de recapturar o Egito e conseguiram reconquistar Alexandria em 645, mas os muçulmanos retomaram  a cidade no ano seguinte, encerrando definitivamente os 975 anos de domínio greco-romano sobre o Egito.

## Sociedade

### Administração
Conforme romanos iam se apoderando do sistema administrativo ptolemaico no Egito, iam também realizando diversas modificações. O efeito da conquista romano, num primeiro momento, foi o de reforçar a posição dos gregos e do helenismo contra as influências egípcias. Alguns cargos (e seus nomes) da época ptolemaica foram mantidos, outros foram alterados e, finalmente, alguns foram mantidos somente no nome, pois as funções foram completamente alteradas.
Os romanos introduziram importantes mudanças no sistema administrativo com o objetivo de maximizar a arrecadação de impostos. As funções do prefeito combinavam a responsabilidade pela segurança militar, através do comando das legiões e suas coortes, pela organização financeira e tributária e pela administração da justiça.
As reformas do início do século IV criaram a base para um novo período de prosperidade que duraria por volta de 250 anos, ao custo, talvez, de uma maior rigidez e de um controle estatal mais opressivo. O Egito foi dividido, por motivos administrativos, em diversas províncias menores e cargos distintos para o comando civil e militar foram criados: os praeses e os duques respectivamente.
Em meados do século VI, o imperador Justiniano foi finalmente forçado a reconhecer o fracasso desta política e reuniu os dois novamente nas mãos do duque, tendo os praeses como segundo no comando, servindo como contrapeso civil ao crescente poder das autoridades eclesiásticas (os bispos). Toda pretensão de autonomia local já havia, nesta época, desaparecido e a presença militar era muito mais perceptível na rotina das cidades e das vilas.

### Economia
Os recursos econômicos explorados pelo império não mudaram desde a época dos ptolemeus, mas a criação de um sistema de taxação muito mais complexo e sofisticado foi a marca do domínio romano. Os impostos, em moeda e em espécie, eram devidos pela propriedade da terra e por uma inesgotável variedade de taxas menores coletadas por funcionários especializados. Além disso, uma enorme quantidade de cereais era embarcada Nilo abaixo para alimentar a população de Alexandria e para exportar para a capital romana.
O governo romano também encorajava ativamente a privatização das terras e o investimento privado na manufatura e no comércio, principalmente através de baixos impostos sobre proprietários de negócios e empreendedores. A população mais pobre vivia em terras do estado, em propriedades do próprio imperador ou dos cidadãos mais ricos, onde pagavam altos impostos.
De maneira geral, o grau de monetização e complexidade da economia, mesmo no nível das vilas, era intenso. Bens se movimentavam e eram trocados por intermédio de trocas monetárias em grande escala e, nas cidades e nas vilas maiores, grandes atividades industriais e comerciais se desenvolveram com base na exploração da base agricultural predominante. A atividade comercial, interna e externa, atingiu seu apogeu no final do século I e no século II.
No final do século III, grandes problemas já eram evidentes. Uma série de desvalorizações da moeda imperial minaram a confiança no dinheiro e o próprio governo contribuiu para a crise ao exigir mais e mais pagamentos irregulares em espécie, que, por sua vez, eram direcionados diretamente para os principais consumidores, os soldados do exército. A administração local era pouco cuidadosa, recalcitrante e ineficiente. Era clara a necessidade de uma reforma.

### Forças militares
Apesar de muito rica, a província do Egito podia facilmente ser defendida por uma força relativamente pequena. Além disso, a ameaça de um embargo ao fornecimento de cereais, vital para a cidade de Roma, era óbvia. A segurança interna era garantida pela presença de três legiões (reduzida depois para duas), cada uma com 6 000 soldados e com diversas coortes auxiliares.
A maior parte das tropas estacionadas no Egito nos primeiros anos depois de Augusto era formada por greco-macedônios e egípcios nativos, a base do exército ptolemaico que conseguiu emprego sob os romanos. Posteriormente, os romanos passaram a formar a maioria.

### Estrutura social nos primeiros anos do Egito romano

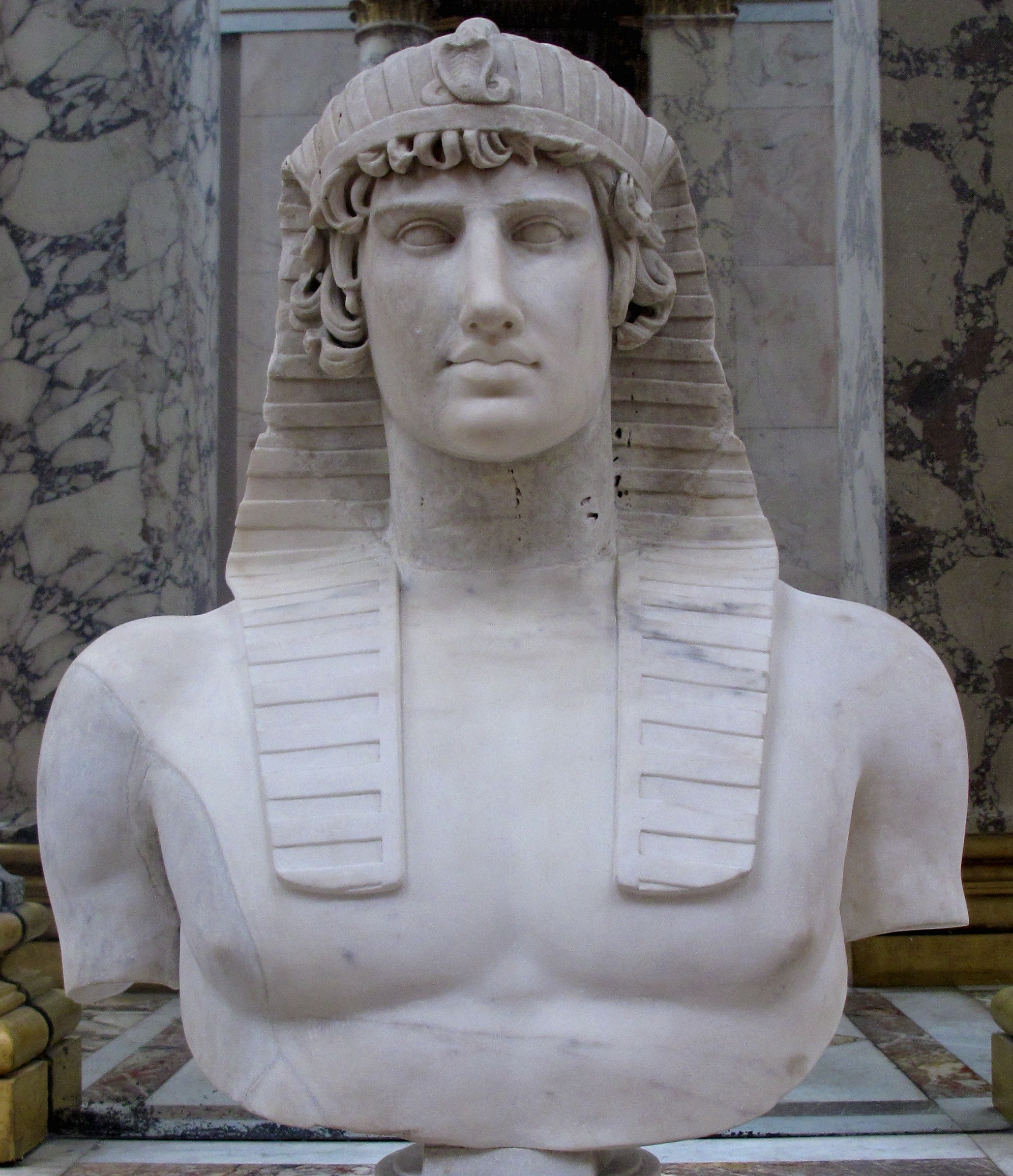
Antínoo retratado como Osíris e usando o tradicional nemés egípcio. Os romanos tentaram reutilizar as instituições locais para facilitar o governo da província

A estrutura social no Egito durante o período romano era tão única quanto complicada. Por um lado, os romanos continuaram a fazer uso de diversas técnicas organizacionais que já existiam na época do ptolemeus. Por outro, eles enxergavam os gregos no Egito como "egípcios", uma ideia que tanto os egípcios nativos quanto os gregos rejeitavam. para complicar ainda mais, os judeus, que estavam também já muito helenizados, tinham suas próprias comunidades separadas tanto de gregos quanto de egípcios nativos.
Os romanos começaram um sistema de hierarquia social que se centrava em etnicidade e no local de residência. Fora os próprios cidadãos romanos, um cidadão grego de uma das cidades gregas tinha o status mais alto enquanto que um egípcio da zona rural ocupava a base do sistema. Entre estas duas estava o "metropolita", que era certamente de origem helênica. Conseguir a cidadania e subir na escala social era muito difícil e não havia muitas opções para ascensão.
Uma das formas, tentada por muitos, era através do alistamento no exército. Embora apenas cidadãos romanos pudessem servir nas legiões, muitos gregos conseguiram entrar. Os egípcios nativos podiam se juntar às tropas auxiliares romanas. Em ambos os casos, ao fim do serviço, a cidadania era a recompensa para os que sobreviviam. Os diferentes grupos tinham taxas de imposto diferenciadas com base em sua classe social. Os gregos eram isentos, por exemplo, dos impostos per capita (por pessoa), enquanto que os habitantes helenizados das capitais dos nomos (subdivisões administrativas) pagavam menos impostos que os egípcios nativos que, além de não poderem se juntar ao exército, pagavam o imposto por cabeça.
A estrutura social do Egito estava muito ligada à administração do governo. Elementos do governo centralizado que eram derivados do período ptolemaico duraram até o século IV. Um deles era a nomeação de um estratego para governar os "nomos". Boulai, ou conselhos municipais, foram apenas formalmente constituídos por Sétimo Severo. Foi apenas no reinado de Diocleciano, no fim do século III, que estes boulai e seus funcionários passaram a ter funções mais relevantes em cada nomo. A conquista romana também introduziu um sistema de serviço público compulsório, baseado em poros (qualificações baseadas em renda ou riqueza), que era totalmente calcado no status social. Os romanos introduziram também uma taxação per capita, similar aos impostos cobrados pelos ptolemeus, mas com importantes descontos para os habitantes das principais cidades (metropolis). Na cidade de Oxirrinco foram encontrados muitos papiros e fragmentos com muita informação sobre a estrutura social romana no Egito (vide Papiros de Oxirrinco).
Assim como na época ptolemaica, Alexandria e seus cidadãos tinham seus próprios privilégios e designações especiais. Ainda de acordo com o costume preexistente, a principal forma de tornar-se um cidadão da Alexandria romana era mostrando, no momento do registro para obter um demo, que pai e mãe eram cidadãos de Alexandria. Os alexandrinos eram os únicos egípcios que podiam obter, a partir daí, a cidadania romana. Porém, apesar de Alexandria gozar do status mais alto entre as cidades gregas no Egito, está comprovado que outras, como Antinoópolis também recebiam privilégios muito similares.
Para os demais egípcios, era necessário primeiro tornar-se um cidadão de Alexandria. O período augusto no Egito também foi marcado pela criação de comunidades urbanas com uma típica elite proprietária de terras de origem helênica. Estas elites recebiam privilégios, poderes e gozavam de um nível de auto-determinação muito mais alto que a população egípcia local. Para os cidadãos gregos estavam à disposição ginásios que podiam ser frequentados se o candidato pudesse mostrar que pai e mãe eram membros com base numa lista que havia sido compilada pelo governo nos anos de 4-5.
O candidato então era admitido ao ephebus. Havia também um conselho de anciãos conhecido como gerousia, que não tinha relação com os boulai. Toda esta burocracia grega era uma parte vital das grandes cidades e as instituições gregas resultavam num seleto grupo de cidadãos de elite. Os romanos se aproveitaram destas elites para preencher os cargos municipais e para obter administradores bem preparados. Em compensação, elas pagavam impostos menores, principalmente os alexandrinos.
Estes privilégios também se estendiam às punições corporais. Os romanos estavam protegidos desse tipo de tratamento e apenas os egípcios eram flagelados. Os alexandrinos, por sua vez, tinham o benefício de apanharem apenas com uma vara.